# 福州广播电视台
福州广播电视集团是由原福州电视台、福州人民广播电台、文化生活报、福州广播电视信息网络中心、福州市广播电视服务公司、福州广播电视发展中心等6家单位于2000年10月组建而成的。福州广播电视集团为事业单位，实行企业化运作，集团党委为最高决策核心，拥有广播四个频道（新闻、音乐、交通、左海）、电视五个频道（新闻、影视、生活、少儿、移动）和一份报纸《文化生活报》。2014年下半年，福州广播电视集团更名为福州广播电视台，为中共福州市委、福州市人民政府直属正处级事业单位，实行企业化运作，归口中共福州市委宣传部领导。

## 频道列表

### 电视频道
福州广播电视台的电视服务源于1983年12月1日成立的福州教育电视台，1983年12月1日开播。1984年10月3日更名为福州电视台。
2004年12月28日，福州少儿频道开播，2007年福州导视频道开播，但于2015年10月停播，2010年家禧购物频道开播，于2020年4月15日停播，2011年11月1日福州公交移动频道开播。
2015年10月16日，福州新闻综合频道高清开始试播，同年12月30日标清信号改为16:9播出。2016年1月1日正式开播
2020年12月，福州广播电视台影视、生活和少儿频道正式实现高标清同播。至此，福州广播电视台（除移动电视频道外）全面实现高清播出。
现有5个电视频道。

#### 现有频道
| 頻道名稱     | 语言          | 广播格式                     | 啟播時間                                           | 频道前身                                                     | 備註                                                               | 備註 |
| 新闻综合频道 | 普通話        | SD: 576i 16:9 HD: 1080i 16:9 | 标清：1984年1月1日 高标清16:9同播：2015年12月30日  | 福州教育电视台 福州电视台（主频） 福州电视台无线频道         | 福州市首个无线电视频道，以新闻、时事、专题节目为主的综合性电视频道 |      |
| 影视频道     | 普通話        | SD: 576i 16:9 HD: 1080i 16:9 | 标清：1991年1月1日 高标清16:9同播：2020年12月7日   | 福州有线电视台 福州有线电视台影视频道 福州有线电视台综合频道 | 福州市首个有线电视频道，以电视剧、电影、娱乐节目为主的电视频道     |      |
| 生活频道     | 福州话 普通話 | SD: 576i 16:9 HD: 1080i 16:9 | 标清：1991年1月1日 高标清16:9同播：2020年12月7日   | 福州有线电视台图文信息频道 福州有线电视台经济信息频道        | 以生活服务节目为主的电视频道                                       |      |
| 少儿频道     | 普通話        | SD: 576i 16:9 HD: 1080i 16:9 | 标清：2004年12月28日 高标清16:9同播：2020年12月7日 |                                                              | 以少儿节目为主的政策性电视频道                                     |      |
| 移动电视频道 | 普通話        | SD: PAL 576i 16:9            | 标清：2011年12月1日                                |                                                              | 主要在户外播出的电视频道，仅提供DTMB地面波信号                     |      |

#### 停播频道
| 頻道名稱     | 语言   | 广播格式     | 啟播時間     | 频道前身 | 備註                                | 備註 |
| 导视频道     | 普通話 | SD: 576i 4:3 | 2007年11月   |          | 数字电视频道，2015年10月停播        |      |
| 家禧购物频道 | 普通話 | SD: 576i 4:3 | 2010年1月1日 |          | 数字电视频道，2020年4月15日0:00停播 |      |

### 广播频率
福州广播电视台的广播服务源于1958年7月1日成立的福州人民广播电台，现有4个广播频率。
| 頻道名稱     | 语言   | 频道频率      | 啟播時間       | 频道前身                                      | 備註                                                                       |
| 新闻广播     | 普通話 | AM1332 FM94.4 | 1958年7月1日   | 福州人民广播电台（主频） 福州人民广播电台一台 | 福州市首个广播频率，以新闻、时事、专题、公益、监督类节目为主的综合广播频率 |
| 音乐广播     | 普通話 | FM89.3        | 1995年7月1日   | 福州人民广播电台二台                          | 主要提供音乐、娱乐节目的广播频率                                           |
| 交通之声广播 | 普通話 | FM87.6        | 2002年3月1日   | 福州人民广播电台商务交通广播                  | 主要为驾车人士服务的广播频率，提供路况播报、生活资讯及服务类节目           |
| 左海之声广播 | 福州话 | FM90.1        | 2010年10月18日 |                                               | 福州话综合广播频率                                                         |